# Kino Lika (2008.)
Kino Lika je hrvatski igrani film autora Dalibora Matanića snimljen prema literarnom predlošku Damira Karakaša koji prikazuje tužne, neprilagođene ljude negdje u Lici.

## Radnja
Prva nesretna osoba filma je Mike (Krešimir Mikić) - mladi, zaigrani talentirani nogometaš, koji živi uz neizmjernu majčinu ljubav i mučaljivog oca (Danko Ljuština). Otac želi unovčiti sinov talent u inozemstvu, a mjesni liječnik - zavodnik (Milan Pleština) uz seksualni interes za lijepu i mladu lokalnu medicinsku sestru Mariju Tadić pokazuje interes samo za provizijom koju bi dobio uz Mikin prelazak u Hajduka, i daje Mikeu nekakve tablete.
Druga (još nesretnija) pojava filma je Olga (debitantica Areta Ćurković), kćer poginulih roditelja, koja živi uz strinu i radi u mjesnoj trgovini i otkupnoj stanici mlijeka. Olga ima višak kilograma, lijepo pjeva (pjesmu "Na-na-na" Josipe Lisac), ali taj višak kilograma povezan s neuglednim licem i nedostatkom ljubavi i neuzvraćene zainteresiranosti prema Mikeu vodio ju je preko minhenskog glavnog kolodvora u svinjac u potrazi za ljubavlju i prijateljstvom.

## Nagrade
- Zlatna arena za najbolju žensku sporednu ulogu (Nada Gačešić-Livaković)
- Zlatna arena za najbolju šminku (masku) (Mojca Gorogranc)
- Brezu za najboljeg debitanta dobila je Areta Ćurković

## Vanjske poveznice
- Kino Lika u internetskoj bazi filmova IMDb-a